# Архипов, Андрей Валерьевич
Андре́й Вале́рьевич Архи́пов (бел. Андрэй Уладзіміравіч Архіпаў; род. 6 февраля 1995, Поставы, Витебская область) — белорусский футболист, защитник клуба «Явишовице».

## Биография
Воспитанник академии «ПМЦ-Поставы», которую окончил в 2012 году. Среди его тренеров в ПМЦ были Сергей Ясинский и Евгений Чернухин.
В 2012 году стал студентом инженерно-педагогического факультета Белорусского национального технического университета, где параллельно с учёбой продолжал заниматься футболом. Находился на просмотре в клубах «Смолевичи», «Звезда-БГУ» и солигорском «Шахтёре». После этого в течение года выступал за БАТЭ в юношеском чемпионате. По окончании сезона был приглашён на просмотр в «Белшину», но бобруйской команде не подошёл. В итоге Архипов принял решение завершить карьеру игрока.
В 2014 году его знакомый посоветовал пройти просмотр в минском «Луче» из Второй лиги Белоруссии. Футболист успешно прошёл испытания и стал игроком команды Ивана Биончика. Летом 2016 года из-за незакрытой сессии был отчислен из университета на четвёртом курсе. Во время выступлений в «Луче», работал контролёром предприятия «Энергосбыт», где занимался переписыванием показаний счётчиков электроэнергии.
Вместе с командой прошёл путь от второй лиги до высшей лиге Белоруссии. В некоторых матчах Архипов играл с капитанской команды. В чемпионате Белоруссии дебютировал 30 марта 2018 года в матче против «Минска» (0:0). В начале 2019 года присоединился к клубу «Висляне» из Яськовице, выступавшему в Третьей лиге Польши. Спустя полгода перешёл в «Бохеньский» из четвёртой лиге.
В феврале 2020 года подписал контракт с «Лидой» из Первой лиге Белоруссии. С 2021 года — игрок «Подляшья» из Бяла-Подляска из Третьей лиги Польши.

## Достижения
«Луч»
- Победитель Первой лиги Белоруссии: 2017
- Победитель Второй лиги Белоруссии: 2015

## Общественная позиция
13 августа 2020 года, на фоне протестов в Белоруссии, Архипов в числе 93 белорусских футболистов призвал белорусские власти остановить насилие в отношении протестующих.